# Лосево (Омская область)
Лосево — исчезнувшая село в Исилькульском районе Омской области. Располагалось на территории современного Первотаровского казачьего сельского поселения. Точная дата упразднения не установлена.

## География
Располагалось у озера Камышлово, в 9 км к юго-востоку от села Первотаровка.

## История
Основано в 1700 г. В 1928 году состояло из 160 хозяйств. Центр Лосевского сельсовета Исилькульского района Омского округа Сибирского края.

## Население
По переписи 1926 г. в селе проживало 747 человек (361 мужчина и 386 женщин), основное население — русские